# Fuck Forever
Fuck Forever è un brano musicale del gruppo indie rock britannico Babyshambles. Venne pubblicato il 15 agosto 2005 come singolo estratto dall'album Down in Albion ed è il maggior successo della band, avendo raggiunto la quarta posizione nella Official Singles Chart. La canzone, la cui pubblicazione era stata a rischio a causa del titolo "scabroso" e del testo controverso, divenne una delle più note del gruppo. Nel maggio 2007 NME posizionò Fuck Forever al numero 24 nella lista "50 Greatest Indie Anthems Ever" da loro redatta, e alla posizione numero 245 nella classifica delle più grandi canzoni di sempre nel 2014.

## Tracce singolo
Maxi CD RTRADSCDX210
1. Fuck Forever
2. East of Eden
3. Babyshamble
4. Fuck Forever (Video)

CD RTRADSCD210
1. Fuck Forever
2. Monkey Casino

7" RTRADS210
1. Fuck Forever
2. Black Boy Lane

Maxi CD giapponese TOCP-61105
1. Fuck Forever
2. Black Boy Lane
3. Monkey Casino
4. East of Eden
5. Babyshambles
6. Fuck Forever (clean version)
7. Fuck Forever (Video)